# Chromis tingting
Chromis tingting ist ein kleiner Riffbarsch, der im nordwestlichen Pazifik an der Südküste Japans (bei der Erstbeschreibung nachgewiesen in der Sagami-Bucht und der Suruga-Bucht), bei den Ryūkyū-Inseln und möglicherweise auch an der Küste von Südkorea vorkommt.

## Merkmale
Die Fischart erreicht eine Standardlänge von etwa 10 cm. Sie ist silbrig-blaugrau bis silbrigweiß gefärbt mit einem schwarzen Fleck an der Basis der Brustflossen. Ein kurzer gelber Streifen erstreckt sich oberhalb des Mauls von Auge zu Auge. Die Iris ist silbrig-grau mit einem blauen Streifen im oberen Bereich. Der von Hartstrahlen gestützte vordere Abschnitt und der untere von Schuppen umgebene weichstrahlige Abschnitt der Rückenflosse sind dunkelgelb, grau oder schwarz. Der hartstrahligen Abschnitts zeigt einen sehr schmale blauen Saum. Der obere Teil des weichstrahlige Abschnitts ist gelb, grau bis transparent oder transparent ohne farbigen Einschlag. Die Afterflosse ist hellgelb bis graugelb mit einem hellblauen bis hell blaugrauen Rand. Die Schwanzflosse ist an der Basis hellgelb bis graugelb und im hinteren Bereich transparent bläulich oder grau. Die Bauchflossen sind blau, hellblau oder gräulich-transparent. Die Brustflossen sind an der Basis gelb; der Rest der Flossen ist transparent gelbgrau.

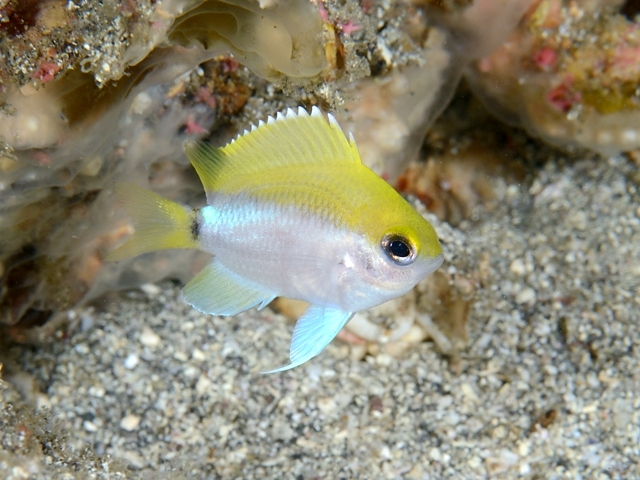
Chromis okamurai

- Flossenformel: Dorsale XIV/13–14, Anale II/12, Pectorale 19–20.
- Schuppenformel: SL 15–17.
- Kiemenreusenstrahlen: 5–6 + 17–20 = 22–26.

Chromis tingting bildet mit Chromis mamatapara, Chromis mirationis, Chromis okamurai und Chromis struhsakeri einen Komplex nah verwandter Arten mit silbrig-weißlicher Grundfarbe, gleicher Flossen- und Schuppenformel und je zwei filamentartig verlängerten Flossenstrahlen im oberen und unteren Bereich der Schwanzflosse. Von diesen Arten kann Chromis tingting durch die Färbung, eine geringere Anzahl an Kiemenreusenstrahlen und den größeren Augendurchmesser (13,7–19,4 % SL) unterschieden werden.

## Lebensraum
Chromis tingting lebt an mit Korallen und Schwämmen bewachsenen Riffen in Tiefen von 25 bis 86 Metern und kommt dort zusammen mit Fischarten aus den Fahnenbarschgattungen Sacura, Pseudanthias und Tosanoides und der Lippfischgattung Pseudolabrus vor.

## Belege
1. 1 2 3 4  Yi-Kai Tea, Anthony C. Gill und Hiroshi Senou, 2019. Chromis tingting, a new species of damselfish from mesophotic coral ecosystems of southern Japan, with notes on C. mirationis Tanaka (Teleostei: Pomacentridae). Zootaxa 4586(2).249-260. DOI: 10.11646/zootaxa.4586.2.2